# دیمیوتسی
دیمیوتسی (به بلغاری: Dimievtsi) یک منطقهٔ مسکونی در بلغارستان است که در تریاونا واقع شده‌است.